# 水田乡 (重庆市)
水田乡，是中华人民共和国重庆市黔江区下辖的一个乡镇级行政单位。

## 行政区划
水田乡下辖以下地区：
水田村、龙桥村、石郎村和大塘村。